# Savage Amusement
Savage Amusement je desáté studiové album německé hardrockové skupiny Scorpions z roku 1988.
Toto album šlo ve stopách předchozího, velice úspěšného alba Love at First Sting. Celkově působí tím dojmem, že Scorpions chtěli experimentovat s jinými žánry, avšak rozhodně ne nějak drasticky. Některé skladby jsou stále vpravdě hardrockové (např. Don't Stop At The Top nebo Love on the Run), na druhou stranu, některé jsou mnohem experimentálnější, jako například Walking On The Edge nebo Passion Rules The Game (kde jsou znatelné vlivy taneční hudby 80. let).

## Seznam skladeb
1. "Don't Stop At The Top" (R.Schenker, K.Meine, H.Rarebell) – 4:03
2. "Rhythm of Love" (R.Schenker, K.Meine) – 3:47
3. "Passion Rules The Game" (H.Rarebell, K.Meine) – 3:58
4. "Media Overkill" (R.Schenker, K.Meine)   – 3:32
5. "Walking On The Edge" (R.Schenker, K.Meine) – 5:05
6. "We Let It Rock…You Let It Roll" (R.Schenker, K.Meine) – 3:38
7. "Every Minute Every Day" (R.Schenker, K.Meine) – 4:21
8. "Love On The Run" (R.Schenker, K.Meine, H.Rarebell) – 3:35
9. "Believe In Love" (R.Schenker, K.Meine) – 5:20

## Sestava
- Klaus Meine – zpěv
- Matthias Jabs – kytara
- Rudolf Schenker – kytara
- Francis Buchholz – baskytara
- Herman Rarebell – bicí

## Umístění v žebříčcích

### Album
Billboard (Severní Amerika)
| Rok  | Žebříček          | Pozice |
| ---- | ----------------- | ------ |
| 1988 | The Billboard 200 | #5     |

### Singly
| Rok  | Singl             | Žebříček               | Pozice |
| ---- | ----------------- | ---------------------- | ------ |
| 1988 | "Rhythm Of Love"  | The Billboard Hot 100  | #75    |
| 1988 | "Rhythm Of Love"  | Mainstream Rock Tracks | #6     |
| 1988 | "Believe In Love" | Mainstream Rock Tracks | #12    |